# Christian Friedrich Garmann
Pour les articles homonymes, voir Garman.
Christian Friedrich Garmann (né le 19 janvier 1640 à Mersebourg, mort le 18 juillet 1708 à Chemnitz) est un médecin allemand.

## Biographie
Christian Friedrich Garmann étudie la médecine à l'université de Leipzig et s'oriente ensuite vers la médecine de ville à Chemnitz.
Le 26 juin 1668, Christian Friedrich Garmann prend le nom de Pollux Ier en tant que membre (matricule n°30) de l'Academia Naturae Curiosorum.
La Congrégation pour la doctrine de la foi place en 1978 l'écrit De miraculis mortuorum dans l’Index librorum prohibitorum.
Il est le père du médecin Immanuel Heinrich Garmann.